# Bán đảo Baja California

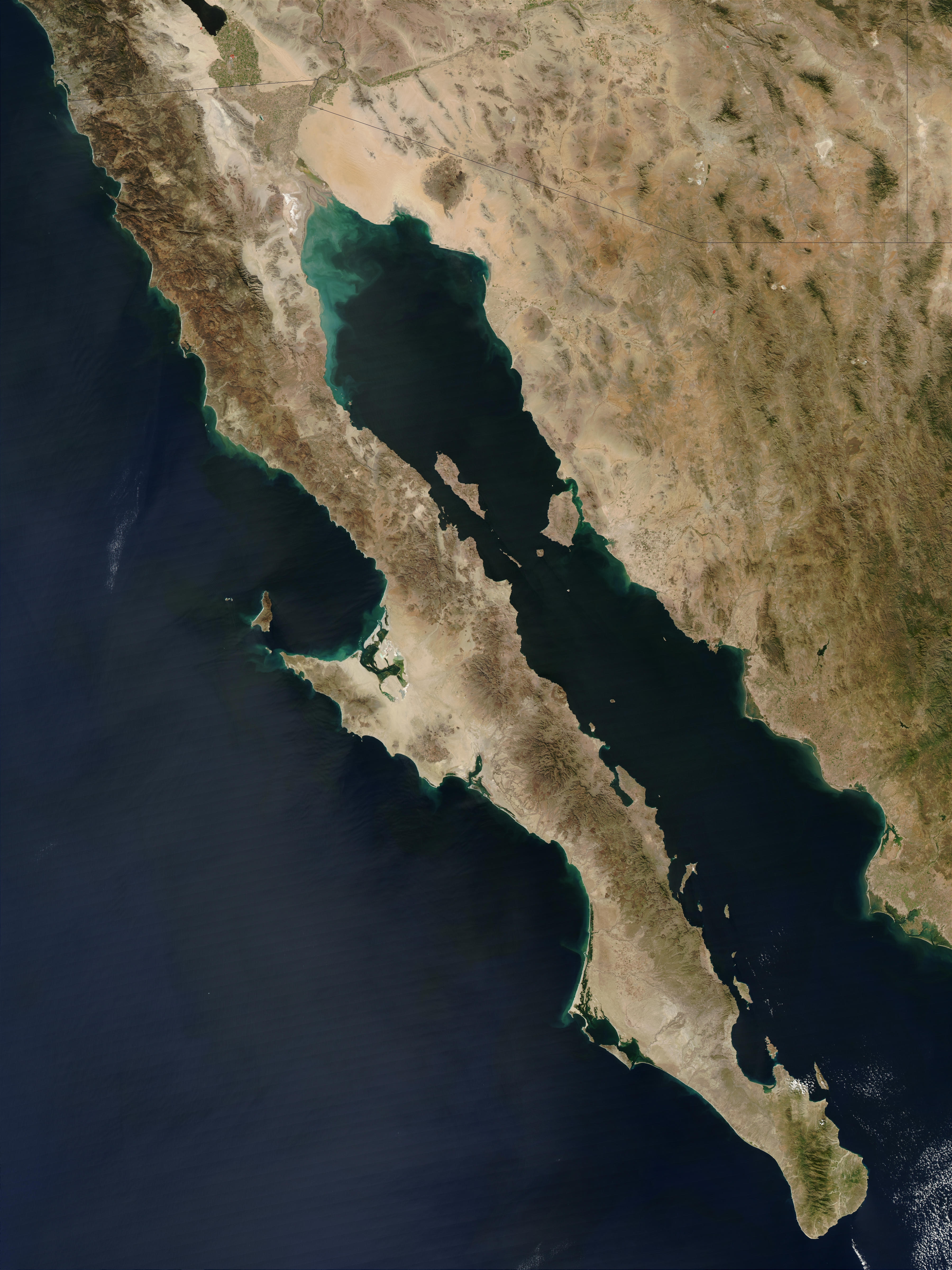
Ảnh vệ tinh của bán đảo Baja California

Bán đảo Baja California nằm ở tây bắc của México. Dải đất này tách rời Thái Bình Dương với vịnh California. Bán đảo trải dài 1.247 kilômét (775 mi) từ Mexicali, Baja California ở phía bắc đến Cabo San Lucas, Baja California Sur ở phía nam.
Tổng diện tích của bán đảo Baja California là 143.390 kilômét vuông (55.360 dặm vuông Anh). Bán đảo tách khỏi đại lục México qua vịnh California và sông Colorado, có các cầu bắc qua sông Colorado để đến bang Sonora. Có bốn khu vực sa mạc chính tại bán đảo: sa mạc San Felipe, sa mạc Bờ biển Trung tâm, sa mạc Vizcaíno và sa mạc đồng bằng Magdalena.